# Canton de Garges-lès-Gonesse
Le canton de Garges-lès-Gonesse est une circonscription électorale française du département du Val-d'Oise créée par le décret du 17 février 2014. Elle tient lieu de circonscription d'élection des conseillers départementaux et entre en vigueur lors des élections départementales de 2015.

## Histoire
- L'ancien canton de Garges-lès-Gonesse a été créé en 1967, lors de la création du département du Val-d'Oise (décret du 20 juillet 1967)[1].

- En 1985, il a été divisé en deux (décret du 31 janvier 1985) : Canton de Garges-lès-Gonesse-Est et Canton de Garges-lès-Gonesse-Ouest[2].

- Un nouveau découpage territorial du Val-d'Oise entre en vigueur à l'occasion des premières élections départementales suivant le décret du 17 février 2014[3]. Les conseillers départementaux sont, à compter de ces élections, élus au scrutin majoritaire binominal mixte. Les électeurs de chaque canton élisent au Conseil départemental, nouvelle appellation du Conseil général, deux membres de sexe différent, qui se présentent en binôme de candidats. Les conseillers départementaux sont élus pour 6 ans au scrutin binominal majoritaire à deux tours, l'accès au second tour nécessitant 12,5 % des inscrits au 1er tour. En outre la totalité des conseillers départementaux est renouvelée. Ce nouveau mode de scrutin nécessite un redécoupage des cantons dont le nombre est divisé par deux avec arrondi à l'unité impaire supérieure si ce nombre n'est pas entier impair, assorti de conditions de seuils minimaux[4]. Dans le Val-d'Oise, le nombre de cantons passe ainsi de 39 à 21.

Le nouveau canton de Garges-lès-Gonesse est formé des communes d'Arnouville et Garges-lès-Gonesse. Il est entièrement inclus dans l'arrondissement de Sarcelles. Le bureau centralisateur est situé à Garges-lès-Gonesse.

## Représentation

### Représentation avant 2015
| Période | Période | Identité        | Étiquette | Qualité                                                                                        |
| ------- | ------- | --------------- | --------- | ---------------------------------------------------------------------------------------------- |
| 1967    | 1982    | Robert Pochon   | PCF       | Commerçant puis employé Maire de Garges-lès-Gonesse (1965-1978)                                |
| 1982    | 1985    | Henri Cukierman | PCF       | Maire de Garges-lès-Gonesse (1978-1995) Elu en 1985 dans le Canton de Garges-lès-Gonesse-Ouest |

### Représentation depuis 2015
| Période élective | Période élective | Mandat | Mandat   | Identité         | Nuance | Nuance | Qualité                                                  |
| ---------------- | ---------------- | ------ | -------- | ---------------- | ------ | ------ | -------------------------------------------------------- |
| 2015             | 2021             | 2015   | 2021     | Michel Aumas     |        | LR     | Ingénieur retraité Maire d'Arnouville (1998 → 2015)      |
| 2015             | 2021             | 2015   | 2021     | Cergya Mahendran |        | LR     | Adjointe au Maire de Garges-lès-Gonesse                  |
| 2021             | 2028             | 2021   | en cours | Sarah Moine      |        | UDI    | Conseillère municipale déléguée d'Arnouville-lès-Gonesse |
| 2021             | 2028             | 2021   | en cours | Ramzi Zinaoui    |        | UDI    | Maire-adjoint de Garges-lès-Gonesse                      |

### Résultats détaillés

#### Élections de mars 2015
À l'issue du 1er tour des élections départementales de 2015, deux binômes sont en ballottage : Michel Aumas et Cergya Mahendran (Union de la Droite, 38,44 %) et Marie-Gabrielle Malacain et Michel Simonnot (FN, 19,98 %). Le taux de participation est de 30,07 % (7 486 votants sur 24 895 inscrits) contre 40,49 % au niveau départemental et 50,17 % au niveau national.
Au second tour, Michel Aumas et Cergya Mahendran (Union de la Droite) sont élus avec 74,99 % des suffrages exprimés et un taux de participation de 30,85 % (5 285 voix pour 7 681 votants et 24 895 inscrits).

#### Élections de juin 2021
Le premier tour des élections départementales de 2021 est marqué par un très faible taux de participation (33,26 % au niveau national). Dans le canton de Garges-lès-Gonesse, ce taux de participation est de 19,6 % (5 098 votants sur 26 016 inscrits) contre 26,57 % au niveau départemental. À l'issue de ce premier tour, deux binômes sont en ballottage : Sarah Moine et Ramzi Zinaoui (Union des démocrates et indépendants, 39,96 %) et André Isip et Catherine Thiry (RN, 17,53 %).
Le second tour des élections est marqué une nouvelle fois par une abstention massive équivalente au premier tour. Les taux de participation sont de 34,36 % au niveau national, 28,57 % dans le département et 21,49 % dans le canton de Garges-lès-Gonesse. Sarah Moine et Ramzi Zinaoui (Union des démocrates et indépendants) sont élus avec 76,7 % des suffrages exprimés (3 913 voix pour 5 594 votants et 26 030 inscrits),,.

## Composition

### Composition de 1967 à 1985
Le canton comptait quatre communes.
- Garges-lès-Gonesse (chef-lieu)
- Villiers-le-Bel
- Arnouville-lès-Gonesse
- Bonneuil-en-France

### Composition depuis 2015
Le canton de Garges-lès-Gonesse comprend désormais deux communes entières.
| Nom                                        | Code Insee | Intercommunalité         | Superficie (km2) | Population (dernière pop. légale) | Densité (hab./km2) | Modifier                                    |
| ------------------------------------------ | ---------- | ------------------------ | ---------------- | --------------------------------- | ------------------ | ------------------------------------------- |
| Garges-lès-Gonesse (bureau centralisateur) | 95268      | CA Roissy Pays de France | 5,47             | 42 388 (2022)                     | 7 749              | modifier les données · modifier les données |
| Arnouville                                 | 95019      | CA Roissy Pays de France | 2,84             | 14 898 (2022)                     | 5 246              | modifier les données · modifier les données |
| Canton de Garges-lès-Gonesse               | 9511       |                          | 8,31             | 57 286 (2022)                     | 6 894              | modifier les données                        |

## Démographie
En 2022, le canton comptait 57 286 habitants, en évolution de +0,59 % par rapport à 2016 (Val-d'Oise : +4 %, France hors Mayotte : +2,11 %).
| 2013   | 2018   | 2022   |
| ------ | ------ | ------ |
| 55 904 | 57 285 | 57 286 |